# Cap Touriñan
Le cap Touriñan est un promontoire de granite situé dans la province de La Corogne, en Galice, au nord-ouest de la péninsule Ibérique sur la commune de Muxía.
C'est le point le plus occidental d'Espagne continentale. On y trouve le nouveau phare du Cap Touriñán construit en 1981 à côté de l'ancienne maison-phare.

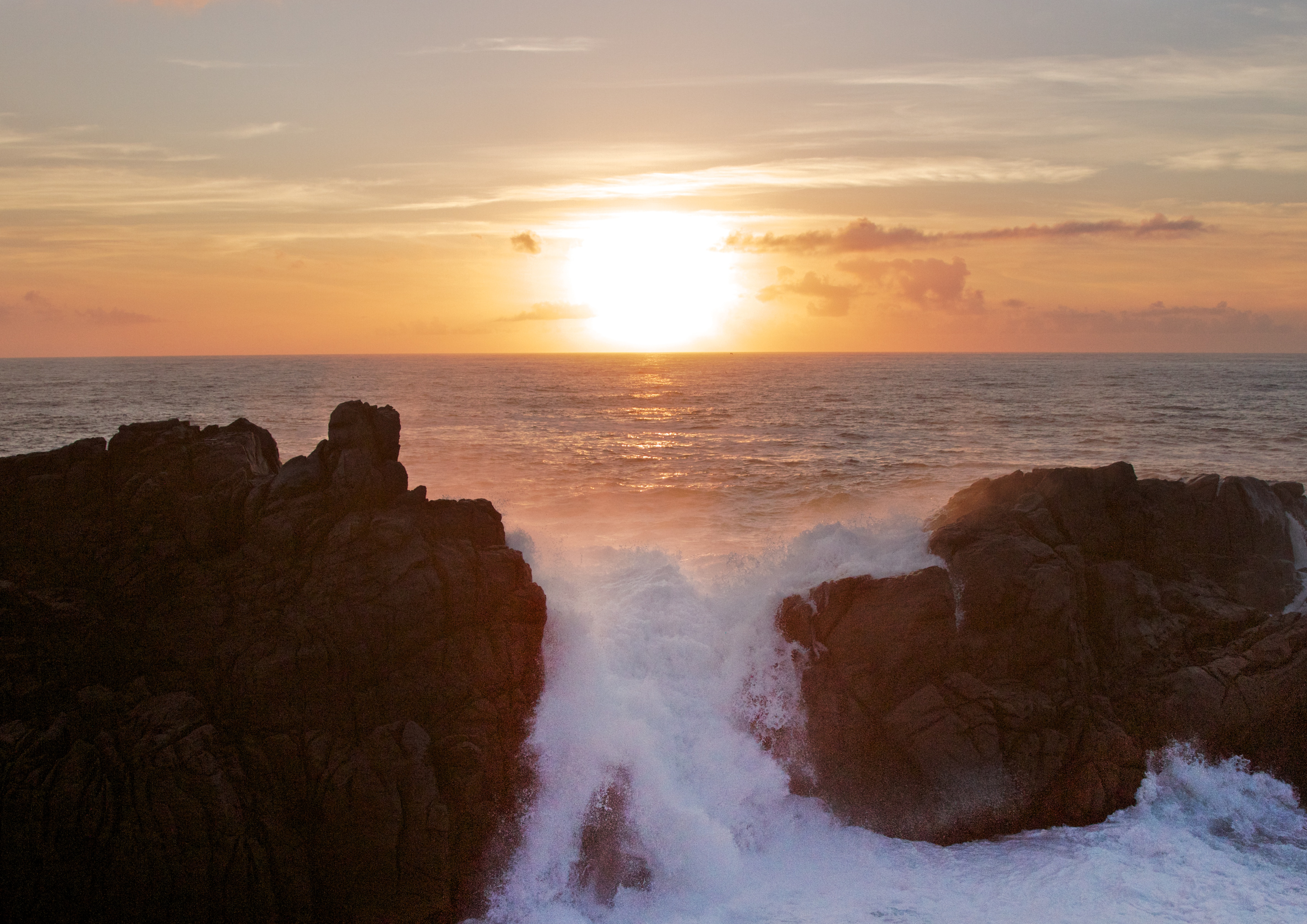
Vague se brisant sur les rochers du cap Touriñán, dans la région de la Costa da Morte en galicien, Costa de la Muerte en espagnol, soit la. Brrr!